# ハイプ・サイクル

ハイプ・サイクル

ハイプ・サイクル（英語: hype cycle、ハイプ曲線）は、特定の技術の成熟度、採用度、社会への適用度を示す図である。ガートナー社がこの用語を造り出した。

## 理論
1995年以来、ガートナー社はハイプ・サイクルを用いて、新技術の登場によって生じる過度の興奮や誇張（hype、ハイプ）、そしてそれに続く失望を説明している。それはまた、技術がいかにしてそしていつ次の段階に進み、実際に利益を生み出し、そして広範に受け入れられるか、も示す。ガートナー社の唱えるハイプ・サイクルの目的は、現実から誇張（ハイプ）を切り離すことにより、CIOやCEOが特定技術の採用可否を判断できるようにすることである。この種のサイクルの歴史的展望については、経済学者のカルロタ・ペレス（Carlota Perez）の研究の中に見ることができる。

### 5つの段階

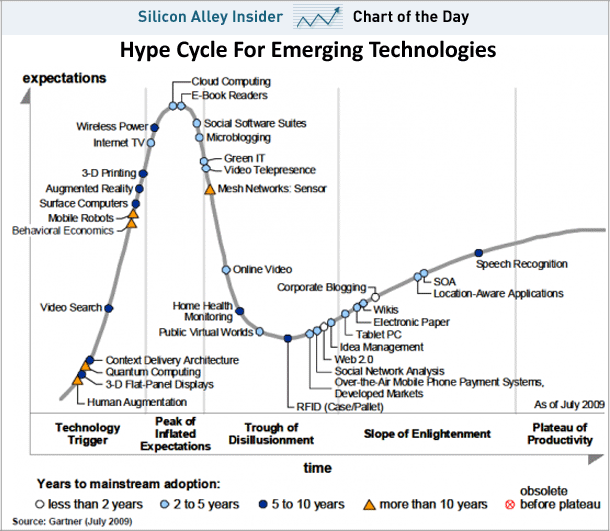
先端技術のハイプ・サイクル（2009年7月時点）

ガートナー社によると、ハイプ・サイクルは次の5つの段階から構成される。
1. 黎明期（技術の引き金、Innovation Trigger） - ハイプ・サイクルの最初の段階は、「技術の引き金」またはブレークスルー（飛躍的前進）から始まる。新製品発表やその他のイベントが報道され、関心が高まる。
2. 流行期（過剰期待の頂、Peak of Inflated Expectations） - 次の段階では、世間の注目が大きくなり、過度の興奮と非現実的な期待が生じることが多い。成功事例が出ることもあるが、多くは失敗に終わる。
3. 幻滅期（幻滅のくぼ地、Trough of Disillusionment） - 技術は過度な期待に応えられず急速に関心が失われ、「幻滅のくぼ地」に入る。そしてメディアはその話題や技術を取り上げなくなる。
4. 回復期（啓蒙の坂、Slope of Enlightenment） - メディアでその技術が取り上げられなくなった一方、いくつかの事業は「啓蒙の坂」を登りながら継続し、その利点と適用方法を理解するようになる。
5. 安定期（生産性の台地、Plateau of Productivity） - 広範に宣伝され受け入れられるようになると、技術は「生産性の台地」に到達する。その技術は徐々に安定し、第2世代、第3世代へと進化する。その台地の最終的な標高は、その技術が広範に適用可能かあるいはニッチ市場のみかによって、様々である。

今やこの用語は新技術のマーケティングにおいて幅広く使用されている。

## 『Mastering the Hype Cycle』
2008年9月、ガートナー社のアナリストであるジャッキー・フェン（Jackie Fenn）とマーク・ラスキノ（Mark Raskino）が著した『Mastering the Hype Cycle: How to Adopt the Right Innovation at the Right Time』（マスタリング・ザ・ハイプ・サイクル：正しいときに正しいイノベーションを採用する方法）がハーバード・ビジネス・プレスから出版された。この本は調査方法論としてのハイプ・サイクルを詳細に説明し、一時の誇張（ハイプ）に踊らされることのない新技術採用への明確なアプローチを紹介している。

## 新しいメディアにおける誇張
新しいメディアにおける誇張（「ハイプ」という用語の、より一般的なメディアでの意味で）は、新しいメディア形態が社会に受け入れられる中で大きな役割を果たす。iPodのような新しいメディア技術（iPodブーム最中の2005年のマックインタッチ（MacInTouch）の調査では故障率が13.7%に達していた）にハイプ・サイクルを適用することにより、一般的に技術に適用される際と同様の傾向が新しいメディア形態に対しても適用できることが分かる。
テリー・フルー（Terry Flew）は、インターネットの発展に伴い、新しいメディアとその普及の周辺に生まれる誇張（一般的に新しいメディア形態と技術がすべてを良くしてくれると期待する興奮や強い感情）はよくあることだと述べている。しかし上図に示されるように、誇張の第一（そして最も激しい）段階の最後にあたる「過剰な期待」の期間が終わるやいなや、新しいメディア技術は急速に幻滅期へと陥っていく。
1990年代の多くのインターネットに関する分析は、多数の誇張を取り上げた。それらの誇張は、結果として、インターネットに対して「暴露」するという反応を作り出した。しかし今では、そのような誇張とインターネットにおける否定的もしくは肯定的反応は、新しいメディアとその影響を調べるための手段の一つとなっている。

## 批判
ハイプ・サイクルには多くの批判がある。その中でも顕著なものは、サイクルになっていない、結果がその技術自体の本質によらない、まったく科学的でない、技術発展の速度に基づく時間経過における変化を反映していないといったものである。 その他の批判には、その「サイクル」が新技術の開発またはマーケティングに実利益をもたらさず、単に過去の傾向に対するコメントに過ぎないというものがある。例えば技術成熟度（technology readiness level）と比較した際の欠点には以下がある。
- 技術が実際に今どの状態にあるのかを客観的あるいは明確に示すことのできない「幻滅」「啓蒙」「期待」といった（主観的な）用語を用いている。
- ハイプ・サイクルの用語は、自分は失望したくないので「幻滅のくぼ地」にある技術からは遠ざかるべきだろうかといったミスリードを招く。
- 技術が次の段階に移行するための行動展望は何も提供されない。